# Ania z Zielonego Wzgórza (film 2016)
Ania z Zielonego Wzgórza – kanadyjski telewizyjny film familijny z 2016 roku, oparty na powieści Ania z Zielonego Wzgórza Lucy Maud Montgomery.

## Fabuła
Starzejące się rodzeństwo - Matthew i Marilla Cuthbert postanawiają adoptować chłopca, by pomagał im w pracy na farmie zwanej Zielonym Wzgórzem. Kiedy mężczyzna przyjeżdża po podopiecznego, zastaje zamiast chłopca, rudowłosą dziewczynkę, Anię.

## Obsada
- Ella Ballentine – Ania Shirley
- Martin Sheen – Matthew Cuthbert
- Sara Botsford – Marilla Cuthbert
- Julia Lalonde - Diana Barry
- Kate Hennig – Rachel Lynde
- Stefani Kimber - Josie Pye
- Drew Haytaoglu - Gilbert Blythe
- Kyle Gatehouse - Mr. Phillips
- Linda Kash – Mrs. Barry
- Zoe Fraser - Ruby Gillis